# NBA All-Star Game 1963
Le NBA All-Star Game 1963 s’est déroulé le 16 janvier 1963 au Los Angeles Memorial Sports Arena de Los Angeles. Les All-Star de l’Est ont battu les All-Star de l’Ouest 115 à 108.
Bill Russell (Celtics de Boston) a été élu MVP pour ses 19 points (8/14 aux tirs), 24 rebonds et 5 passes décisives en 37 minutes, devenant le quatrième Celtic à recevoir ce trophée après Ed Macauley en 1951, Bob Cousy en 1954 et 1957 et Bill Sharman en 1955.

## Effectif All-Star de l’Est
- Bob Cousy (Celtics de Boston)
- Bill Russell (Celtics de Boston)
- Oscar Robertson (Royals de Cincinnati)
- Tom Heinsohn (Celtics de Boston)
- Tom Gola (Knicks de New York)
- Richie Guerin (Knicks de New York)
- Jack Twyman (Royals de Cincinnati)
- Hal Greer (Syracuse Nationals)
- Wayne Embry (Royals de Cincinnati)
- Johnny Kerr (Syracuse Nationals)
- Johnny Green (Knicks de New York)
- Lee Shaffer (Syracuse Nationals)

## Effectif All-Star de l’Ouest
- Bob Pettit (Saint-Louis Hawks)
- Wilt Chamberlain (San Francisco Warriors)
- Jerry West (Lakers de Los Angeles)
- Elgin Baylor (Lakers de Los Angeles)
- Walt Bellamy (Chicago Zephyrs)
- Terry Dischinger (Chicago Zephyrs)
- Bailey Howell (Pistons de Détroit)
- Rudy LaRusso (Lakers de Los Angeles)
- Lenny Wilkens (Saint-Louis Hawks)
- Tom Meschery (San Francisco Warriors)
- Don Ohl (Pistons de Détroit)
- Guy Rodgers (San Francisco Warriors)